# Lasiodiscus mildbraedii
Lasiodiscus mildbraedii es un pequeño árbol de la familia Rhamnaceae. Se encuentra localmente a lo largo de la costa este desde Sudáfrica hacia el norte y en el trópico de África. Es a veces un componente dominante en el sotobosque tropical. Grupos de pequeñas flores se extienden en largos tallos en la primavera. Los frutos alcanzan la madurez al final del verano. Las hojas tienen una disposición opuesta como en todos los miembros de Lasiodiscus. La superficie de la hoja es algo áspera y coriácea. El envés es de tono algo rojizo.